# Diözesanmuseum Freising
Das Diözesanmuseum Freising - DIMU auf dem Domberg in Freising ist das Museum der Erzdiözese München und Freising. Die Sammlung enthält Werke ab dem frühen 5. Jahrhundert bis zur zeitgenössischen Modernen Kunst. Nach den Vatikanischen Museen beherbergt es die weltweit zweitgrößte Kunstsammlung in der katholischen Kirche. Einzelne Schwerpunkte des Bestands liegen in der Kunst von Byzanz, der Spätgotik, des Barock, der Gegenwart, und Zeugnissen der Frömmigkeit – darunter eine umfangreiche Krippensammlung.

## Geschichte und Sammlung
Die Schenkung der großen Sammlungen des Theologen und Kunsthistorikers Joachim Sighart 1857 und Heinrich Gotthard 1864 bildeten den Grundstock der Sammlungen des Museums, die in den folgenden Jahrzehnten weiter ausgebaut wurden. Der Erzbischof von München und Freising Julius Kardinal Döpfner veranlasste 1974 die Errichtung eines für die Öffentlichkeit bestimmten Museums unter der Trägerschaft der Erzdiözese. Dessen erstes Konzept stammte von Sigmund Benker, der es im Gebäude des ehemaligen Knabenseminars einrichtete. Sein Nachfolger Peter B. Steiner entwickelte die Konzeption weiter. Mit dem großen Umbau von 2013 bis Oktober 2022 wurde von Christoph Kürzeder eine grundlegende Neukonzeption vorgenommen und der Bestand beispielsweise durch die bedeutende und umfangreiche Sammlung byzantinischer Kunst von Christian Schmidt erweitert. Am 1. Oktober 2022 wurde das Museum nach neun Jahren Umbauzeit wieder eröffnet.
Die Sammlung enthält über 40.000 Kunstwerke. Auf 2500 m² Ausstellungsfläche u. a. zeigt es Werke von historisch bedeutsamen Künstlern wie Erasmus Grasser, Jan Polack, Hans Leinberger, Lucas Cranach, Cosmas Damian Asam, Giovanni Domenico Tiepolo, Johann Baptist Straub, Christopher Paudiß und Ignaz Günther, aber auch moderner Künstler wie Alexej von Jawlensky, Rupprecht Geiger, James Turrell, Berlinde De Bruyckere, Neo Rauch u. a. Im Oktober 2023 wurde die von Kiki Smith geschaffene begehbare Raum- bzw. Kapellenskulptur „The Chapel of Mary’s Mantle“ neben dem Museum eröffnet.
Neben Gemälden, Ikonen und Skulpturen werden auch Münzen und Medaillen, Paramente sowie Werke religiöser Kunst wie etwa eine umfangreiche Krippensammlung gezeigt. Unter den Ikonen befindet sich z. B. das Freisinger Lukasbild, das der byzantinische Kaiser Manuel II. (Byzanz) Palaiologos eigenhändig nach Venedig brachte. Es trägt den Namen „Hoffnung der Hoffnungslosen“.

## Museumsgebäude

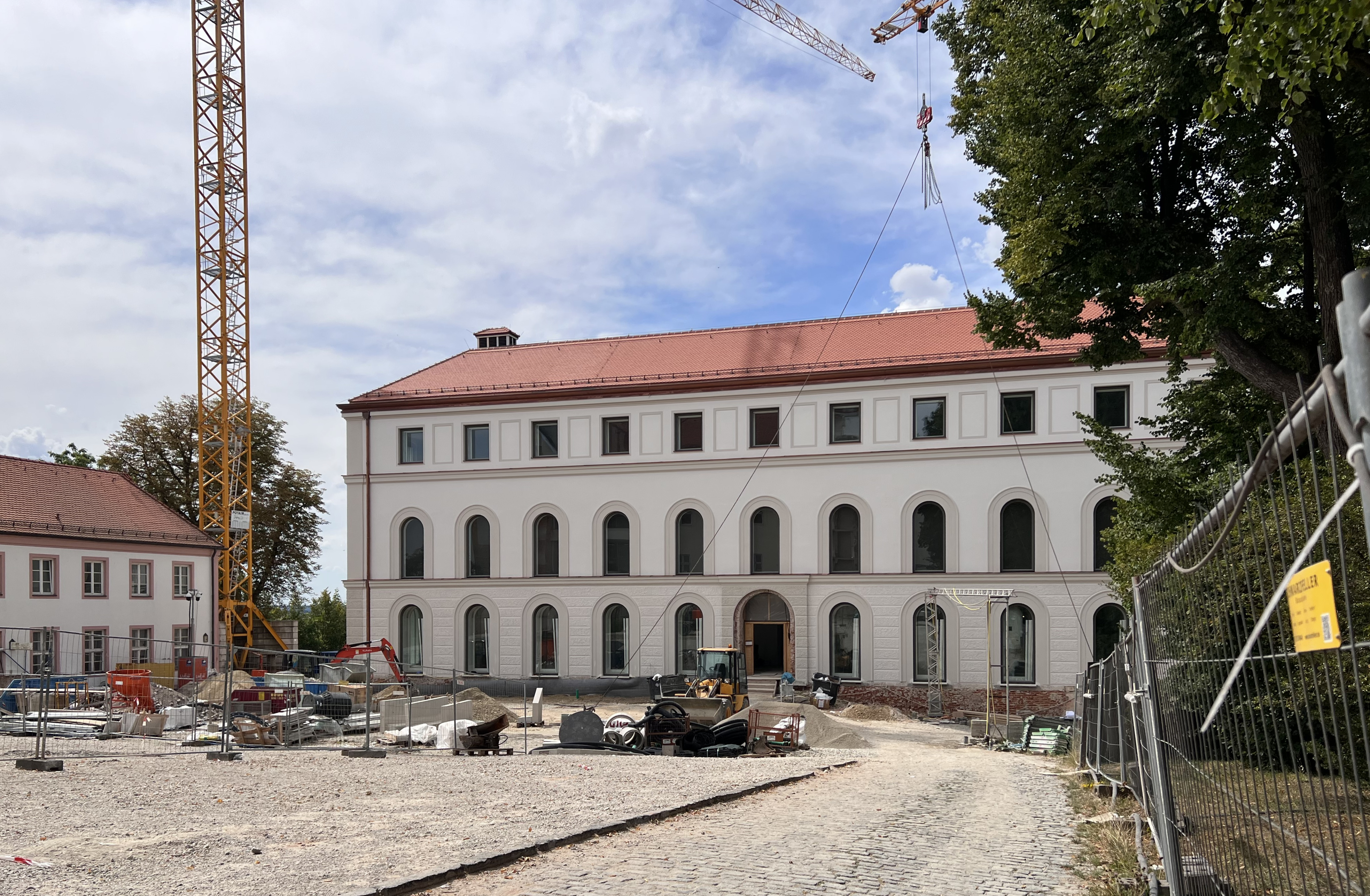
Diözesanmuseum (2022)

Das Diözesanmuseum wurde im November 1974 im Gebäude des ehemaligen Erzbischöflichen Knabenseminars eröffnet, das zuvor leer stand.

### Gebäude des Knabenseminars
Im Jahr 1870 errichtete Matthias Berger im Westen des Freisinger Dombergs, auf dem Gelände des ehemaligen Kollegiatstifts St. Andreas, das Gebäude des Knabenseminars. Dieses Gebäude im neoklassizistischen Stil zeigt in seiner Wirkung eine große Nähe zu den neoklassischen Gebäuden von Leo von Klenze und Friedrich von Gärtner in der Münchner Ludwigstraße. 1876/77 erhielt es einen Oktogon-Anbau, in dem sich die Toiletten befanden. Die Priesterausbildung im benachbarten Priesterseminar wurde 1968 nach München verlegt. So konnte die darauf vorbereitende Ausbildung im Knabenseminar nicht mehr in alter Weise durchgeführt werden und wurde geschlossen. Das für die Unterbringung von Schülern konzipierte Gebäude stand nun leer und bot sich 1974 für eine neue Nutzung als Museum an.

### Nutzung als Museum
Der dreigeschossige Bau mit Lichthof bot einen repräsentativen Rahmen für die Kernsammlungen und zahlreiche kirchliche Kunstwerke, die durch die Liturgiereformen im Zuge des Zweiten Vatikanischen Konzil heimatlos geworden waren. 

### Schließung, Renovierung und Neueröffnung
Am 6. Juli 2013 wurde das Diözesanmuseum überraschend geschlossen. Zur Begründung wurde auf eine brandschutzrechtliche Modernisierung des Hauses verwiesen. Hauptgrund ist nach einem Bericht der Süddeutschen Zeitung aber, dass das Diözesanmuseum seit seiner Eröffnung 1974 keine Genehmigung für einen Museumsbetrieb hatte. Der bauliche Zustand machte eine Generalsanierung des Gebäudes erforderlich. Die Zwischenzeit bis zur Wiedereröffnung wurde für Forschung an den Sammlungsobjekten und für verstärkte Kooperationen mit anderen Museen genutzt. Die Neukonzipierung sah eine Verkleinerung der Dauerausstellung zugunsten von Sonderausstellungen vor.
Der Entwurf des Architektenbüros Brückner & Brückner wurde im Februar 2014 als Sieger des Architektenwettbewerbs vorgestellt. Nach einer Petition des Stadtheimatpflegers wurde Ende 2017 im Stadtrat von Freising über den Abriss des Oktogon-Anbaus erneut diskutiert, obwohl der Bauantrag der Erzdiözese rechtlich nicht zu beanstanden war. Das Bayerische Landesamt für Denkmalpflege hatte dem Abriss des Anbaus zugestimmt und auch der Bauausschuss hatte den Abriss bewilligt. Der Rückbau des Erkers wurde damit genehmigt. [veraltet]
Am 1. Oktober 2022 wurde nach 9 Jahren Planungs- und Bauzeit das grundlegend aktualisierte Museum wieder eröffnet, unter Wahrung des ursprünglichen architektonischen Erscheinungsbildes von Matthias Berger. Damit ist die ständige Sammlung des Diözesanmuseums in einer neuen Konzeption wieder zugänglich. In der Hauskapelle befindet sich jetzt die Ganzfeld-Lichtinstallation „A CHAPEL FOR LUKE and his scribe Lucius the Cyrene“ von James Turrell. Diese liegt in direkter Blickachse zum Freisinger Lukasbild. Daneben wurde gleichzeitig eine Sonderausstellung mit dem Schatz von San Gennaro in Neapel eröffnet, die sich mit dem Leben im Schatten des Vesuvs befasst und der Frage, wie es sich neben/mit einem Vulkan leben lässt: „Tanz auf dem Vulkan“.
Die Bayerische Landesausstellung 2024 Tassilo, Korbinian und der Bär – Bayern im frühen Mittelalter findet von 7. Mai bis 3. November 2024 im Diözesanmuseum Freising statt. Für die Landesausstellung und zur zukünftigen barrierefreieren Erschließung des Dombergs wurde die Dombergbahn errichtet, die direkt südlich des Museums endet.

## Arts Education / Kunstvermittlung
Für Kinder und Besucher bietet das DIMU besondere Workshops und Führungen mit eigenen Kunstvermittlern und Kuratoren an. Aktuelle Veranstaltungen und Kontaktmöglichkeiten finden sich im Programm des Museums.

## Direktoren des Museums
- von 1974 bis 1979: Sigmund Benker
- von 1979 bis 2007: Peter B. Steiner
- von 2007 bis 2011: Sylvia Hahn[13]
- seit 2012: Christoph Kürzeder[14]

## Sonderausstellungen
- 2. Oktober 2022 – 29. Januar 2023: Tanz auf dem Vulkan: Leben und Glauben im Schatten des Vesuv[15]
- 5. März 2023 – 29. Mai 2023: Verdammte Lust! – Kirche.Körper.Kunst[16]
- 8. Oktober 2023 – 7. Januar 2024: San Francesco. Der Heilige aus Assisi
- 8. Oktober 2023 – 7. Januar 2024: Kiki Smith. Empathy
- 7. Mai 2024 – 3. November 2024: Bayerische Landesausstellung 2024 Tassilo, Korbinian und der Bär – Bayern im frühen Mittelalter[17]